# Brandungsbarsche
Die Brandungsbarsche (Embiotocidae) leben mit 13 Gattungen und 24 Arten in den Küstenregionen des Nordpazifik, die meisten im Osten von Kalifornien bis Alaska. Im Westen leben zwei Arten an der Westküste Japans und der Südküste Koreas (Ditrema und Neoditrema). Es sind bis auf zwei Ausnahmen Bewohner der Flachbrandungszonen. Zalembius rosaceus lebt an der kalifornischen Küste bis in einer Tiefe von 300 Metern. Hysterocarpus traskii lebt im Süßwasser (in Flüssen Kaliforniens).

## Merkmale
Brandungsbarsche sind seitlich abgeflacht, hochrückig oder oval und werden 13 bis 47 Zentimeter, die meisten aber unter 25 Zentimeter lang. Das Seitenlinienorgan ist vollständig und erstreckt sich in einem hohen Bogen über die Brustflossen. Die hartstrahlige und die weichstrahlige Rückenflosse sind zusammengewachsen, die Flossenstrahlen des hartstrahligen meistens kürzer als die des weichstrahligen. Die Schwanzflosse ist gegabelt, die Schuppen sind cycloid. Viele Brandungsbarsche sind silbrig oder bunt gefärbt, oft ändern sich Farbe und Zeichnung während der Fortpflanzungszeit, oder Jungfische und ausgewachsene Tiere sind unterschiedlich gefärbt.
Flossenformel: Dorsale VI–XI/19–28, Anale III/15–35
Die einzige Ausnahme ist Hysterocarpus traskii, dessen Rückenflosse 15 bis 19 Hartstrahlen hat.

## Fortpflanzung
Die Brandungsbarsche sind lebendgebärend. Bei den Männchen ist der Vorderteil der Afterflosse verdickt und zu einem Begattungsorgan für die innere Befruchtung umgebildet. Pro Wurf werden meist 3 bis 10 relativ große Jungfische geboren. Bei einigen Arten werden die neugeborenen Männchen gleich nach der Geburt sexuell aktiv.

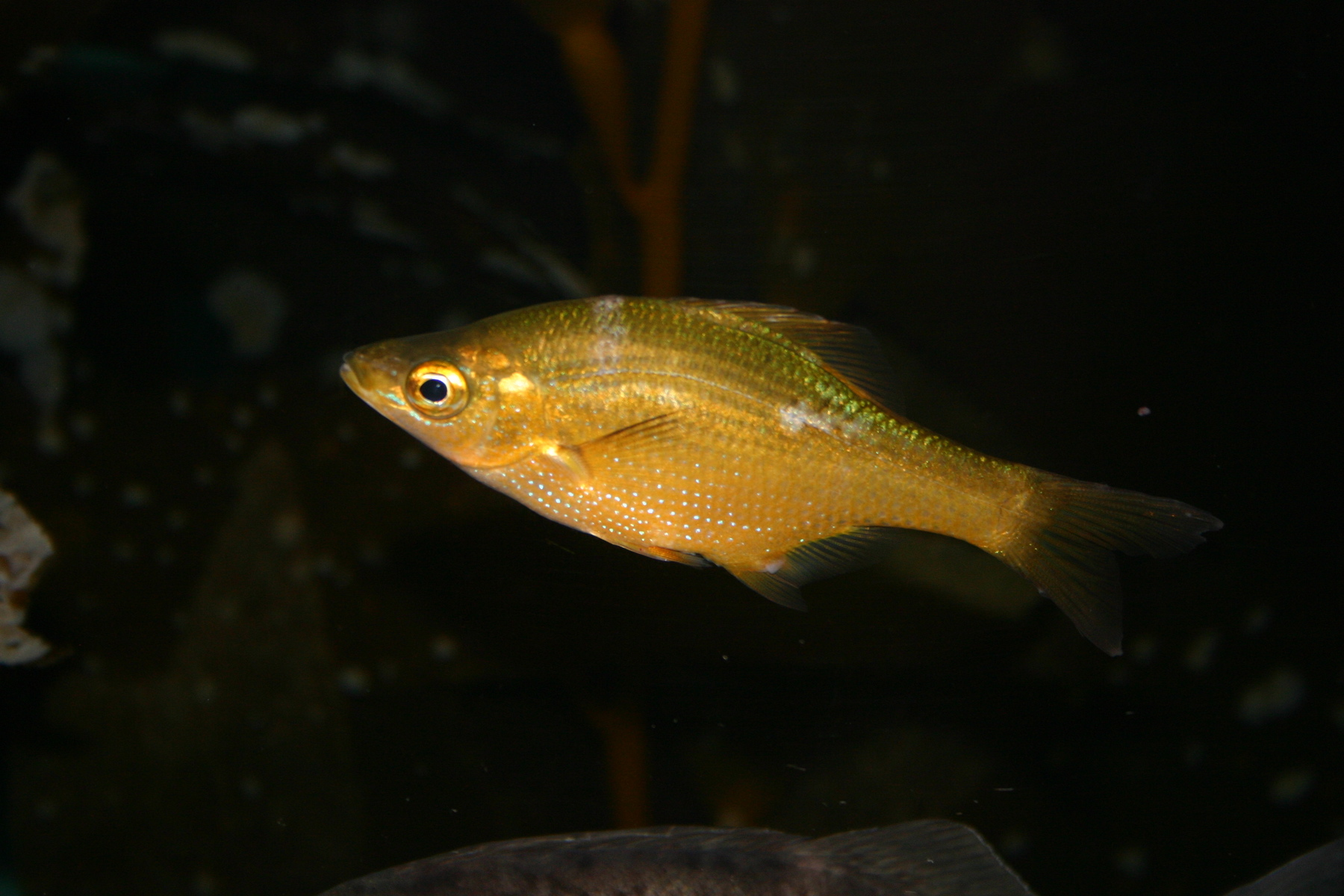
Brachyistius frenatus

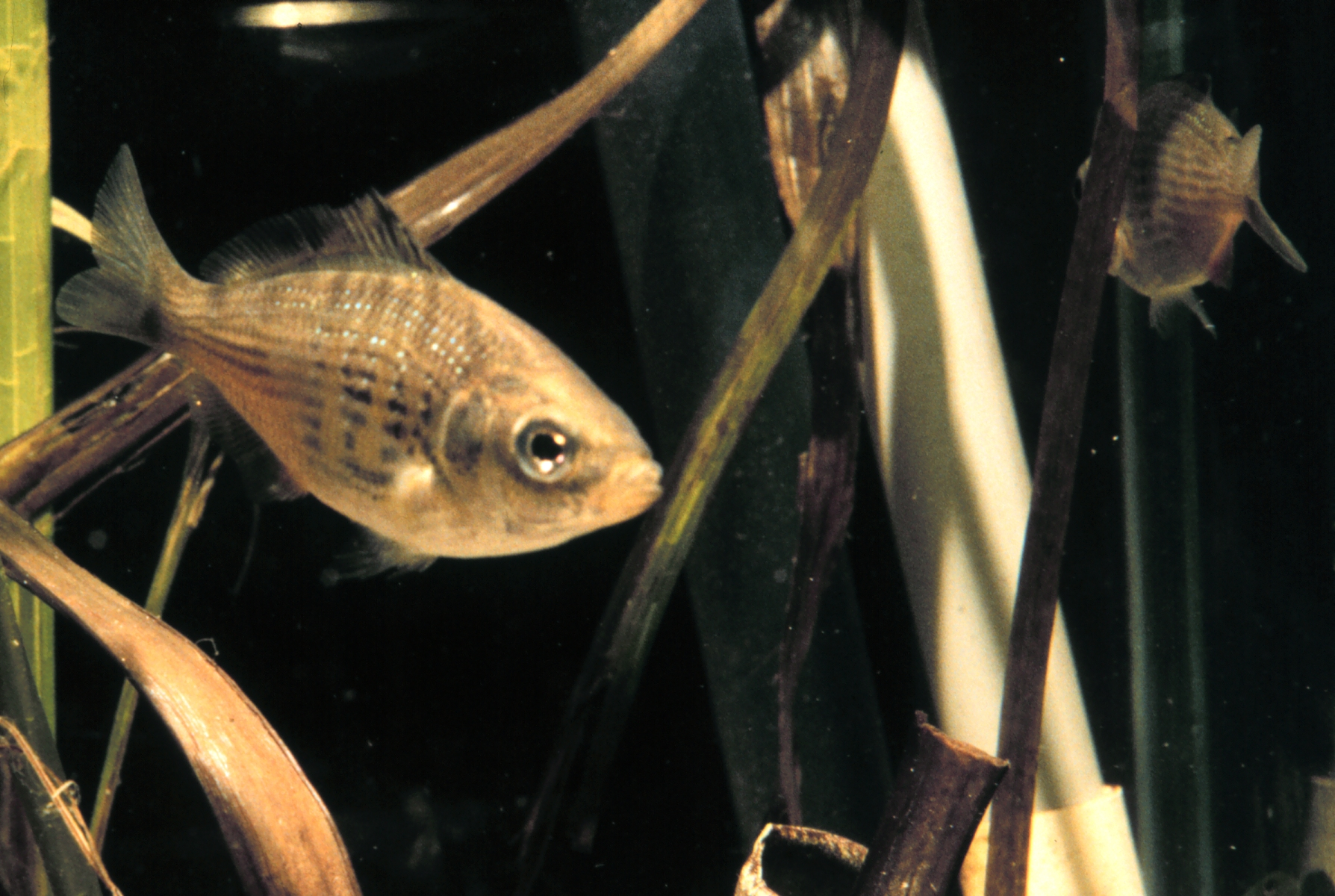
Cymatogaster aggregata

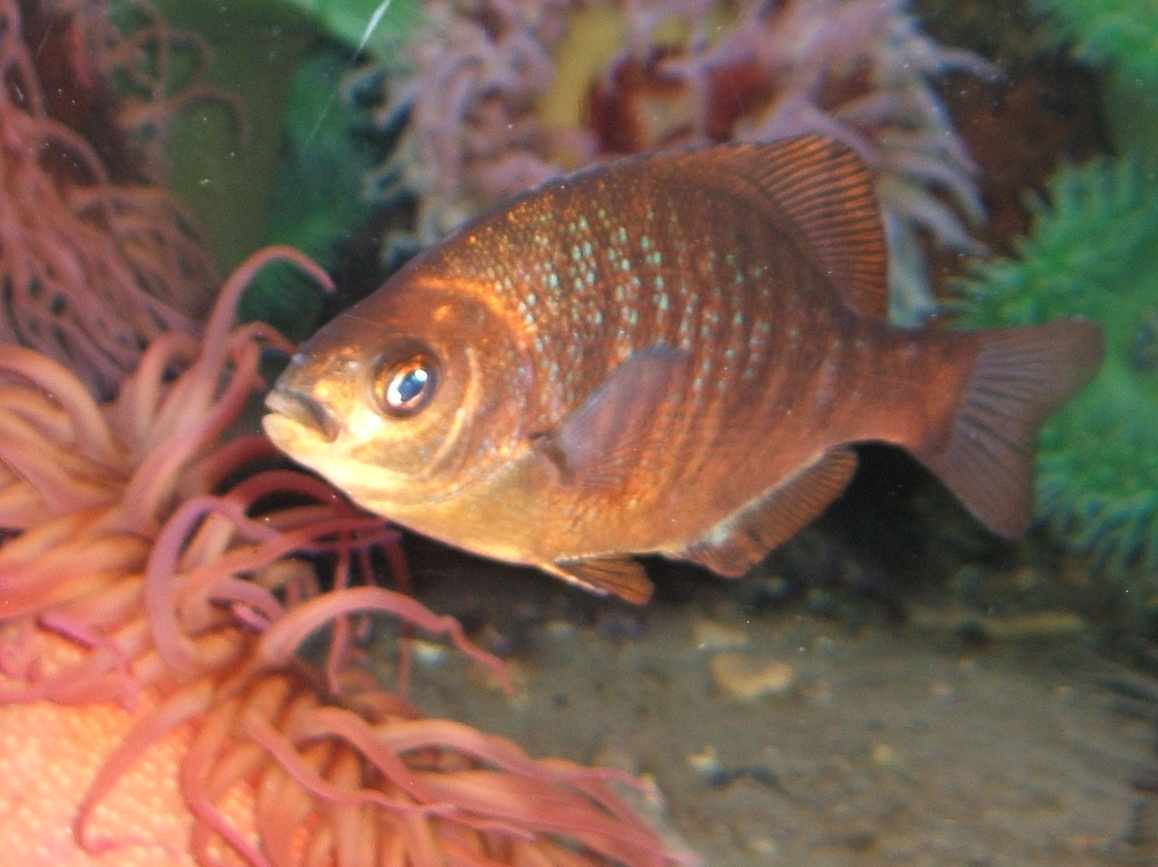
Embiotoca jacksoni

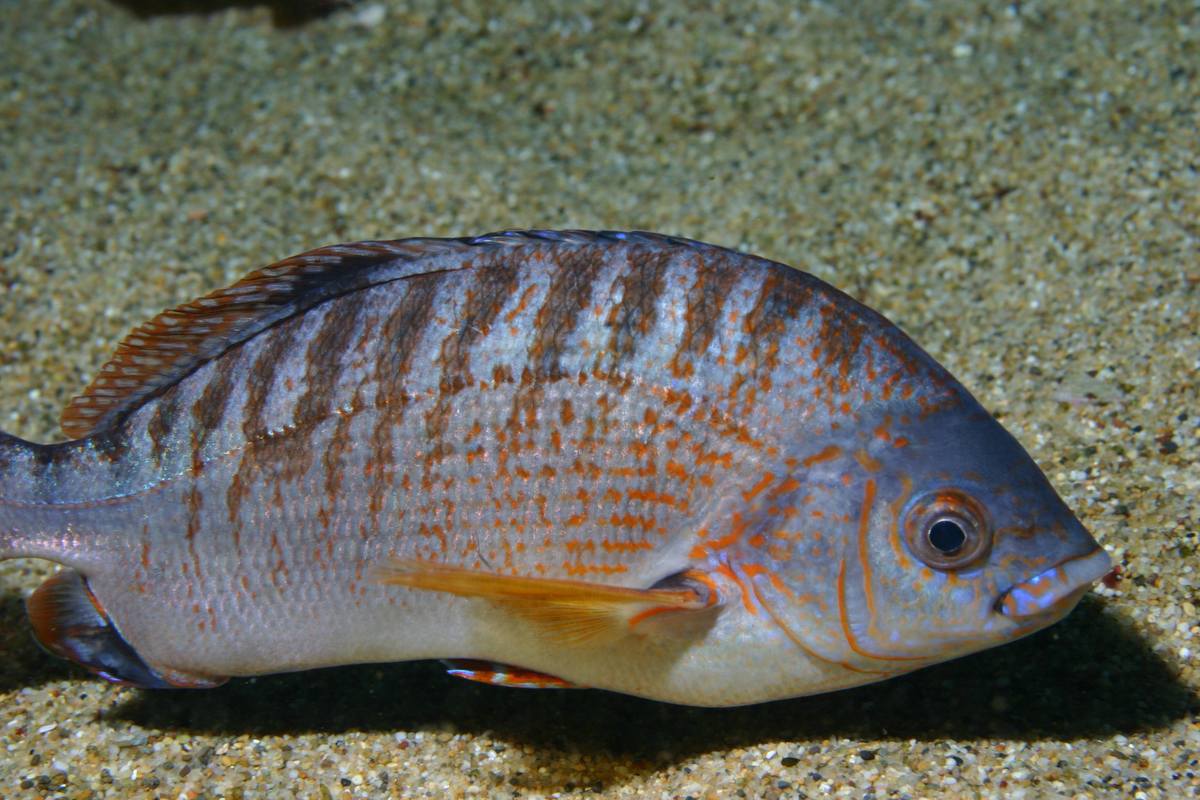
Embiotoca caryi

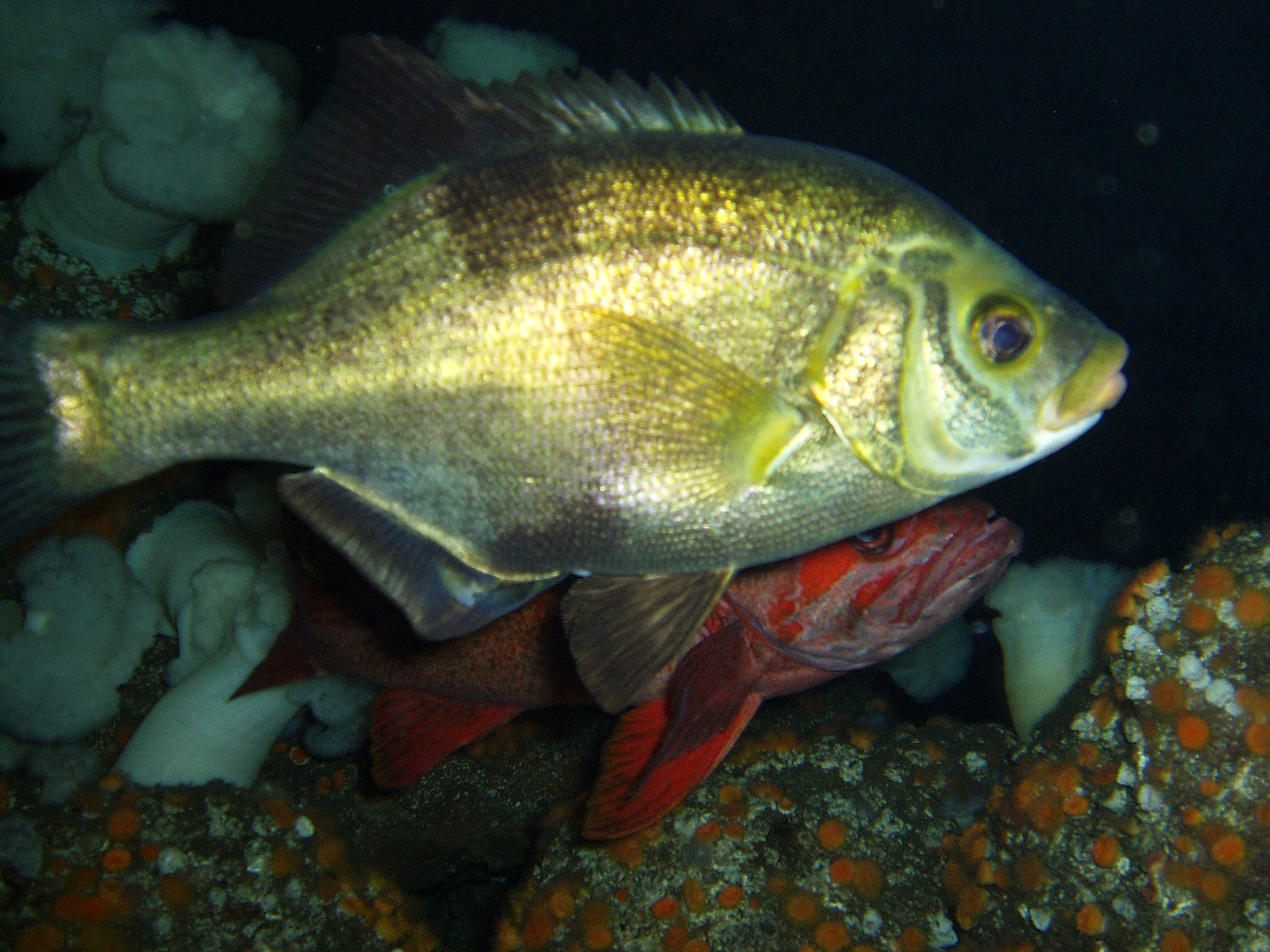
Rhacochilus toxotes

## Systematik
Es gibt 24 Arten in 13 Gattungen:
- Amphistichus Agassiz, 1854.
  - Amphistichus argenteus Agassiz, 1854.
  - Amphistichus koelzi (Hubbs, 1933).
  - Amphistichus rhodoterus (Agassiz, 1854).
- Brachyistius Gill, 1862.
  - Brachyistius aletes (Tarp, 1952).
  - Brachyistius frenatus Gill, 1862.
- Cymatogaster Gibbons, 1854.
  - Cymatogaster aggregata Gibbons, 1854.
- Ditrema Temminck & Schlegel, 1844.
  - Ditrema jordani Franz, 1910.
  - Ditrema temminckii Bleeker, 1853.
  - Ditrema viride Oshima, 1940.
- Embiotoca Agassiz, 1853.
  - Embiotoca caryi Agassiz, 1853.
  - Embiotoca jacksoni Agassiz, 1853.
  - Embiotoca lateralis Agassiz, 1854.
- Hypocritichthys Gill, 1862
  - Hypocritichthys anale (Agassiz, 1861).
- Hyperprosopon Gibbons, 1854.
  - Hyperprosopon argenteum Gibbons, 1854.
  - Hyperprosopon ellipticum (Gibbons, 1854).
- Hysterocarpus Gibbons, 1854.
  - Hysterocarpus traskii Gibbons, 1854.
- Micrometrus Gibbons, 1854.
  - Micrometrus aurora (Jordan & Gilbert, 1880).
  - Micrometrus minimus (Gibbons, 1854).
- Neoditrema Steindachner, 1883.
  - Neoditrema ransonnetii Steindachner, 1883.
- Phanerodon Girard, 1854.
  - Phanerodon atripes (Jordan & Gilbert, 1880).
  - Phanerodon furcatus Girard, 1854.
  - Phanerodon vacca (Girard, 1855).
- Rhacochilus Agassiz, 1854.
  - Rhacochilus toxotes Agassiz, 1854.
- Zalembius Jordan & Evermann, 1896.
  - Zalembius rosaceus (Jordan & Gilbert, 1880).